# サン・ジョルディの日

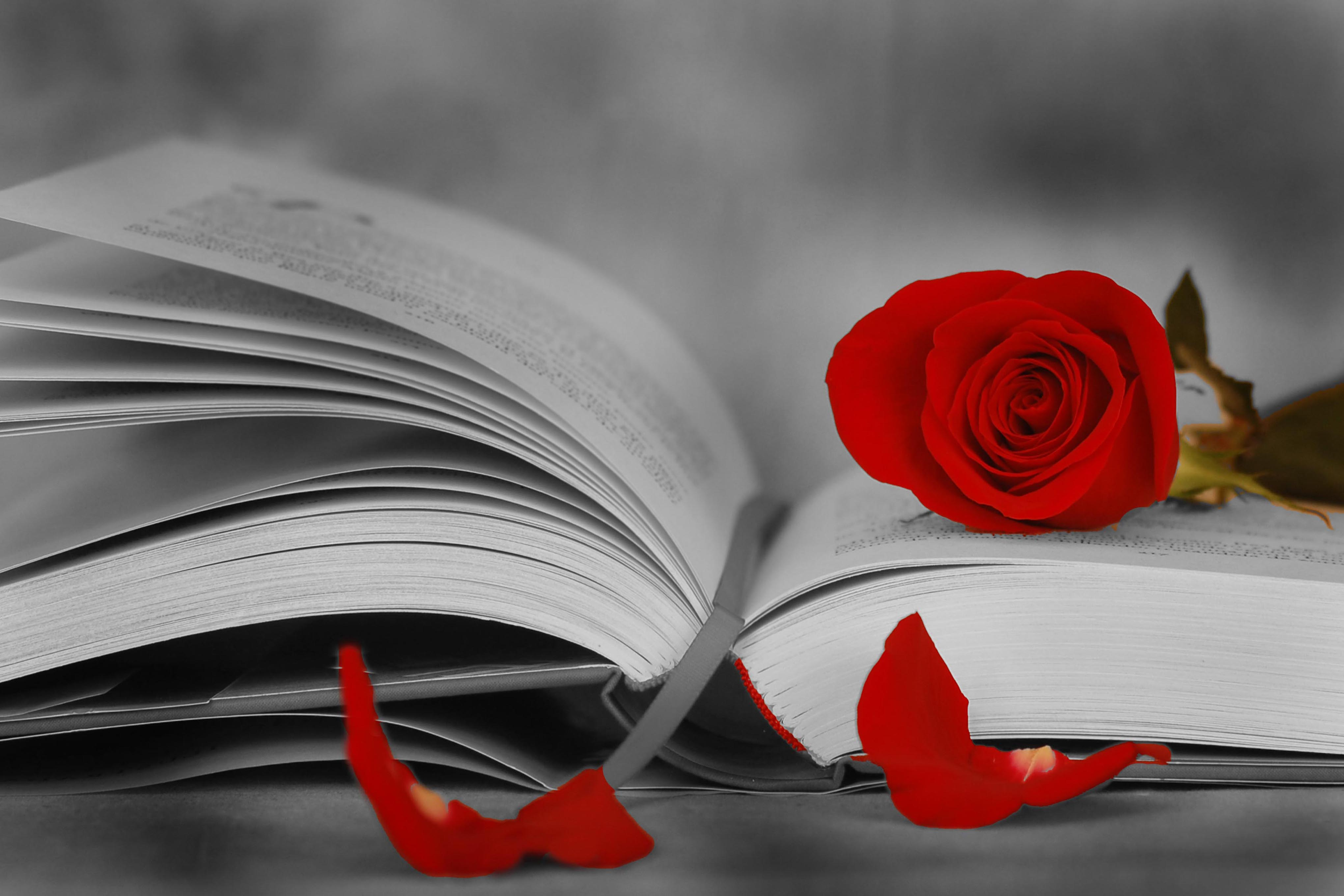
カタルーニャでは「サン・ジョルディの日」にバラと本を贈答する。
（画像著作権：カタルーニャ自治州政府）

サン・ジョルディの日（カタルーニャ語: Diada de Sant Jordi）は、スペイン・カタルーニャ地方における、キリスト教の聖人・聖ゲオルギオス（サン・ジョルディ）の聖名祝日。4月23日に行われる。
この日は「本の日」とも呼ばれ、カタルーニャでは親しい人に本を贈る記念日とされている。この風習は20世紀後半に「サン・ジョルディの日」の名とともに日本へも紹介された。国際連合教育科学文化機関 (UNESCO) は、スペインからの提案に基づき4月23日を「世界図書・著作権デー」（世界本の日）に制定している。また、日本では4月23日が「子ども読書の日」と定められている。
本項では、サン・ジョルディの日にカタルーニャで行われる諸行事のうち本に関するもの、および「本の日」の国際的な展開について扱う。カタルーニャにおけるその他の行事や、聖ゲオルギオスの聖名祝日における世界各地の行事については、「ゲオルギオスの日」を参照のこと。

## カタルーニャの「本の日」

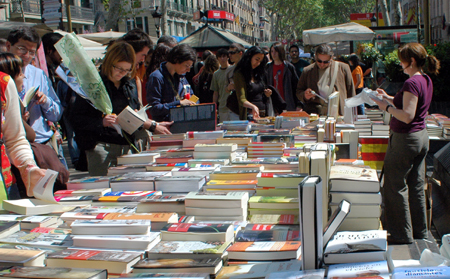
サンジョルディの日に、バルセロナのランブラス通りに立った本市

聖ゲオルギオス（カタルーニャ語: サン・ジョルディ）は、ドラゴン退治の伝承を持つキリスト教の聖人で、カタルーニャ地方の守護聖人である。4月23日はこの聖人が殉教した命日で、これを記念して聖名祝日となっている。

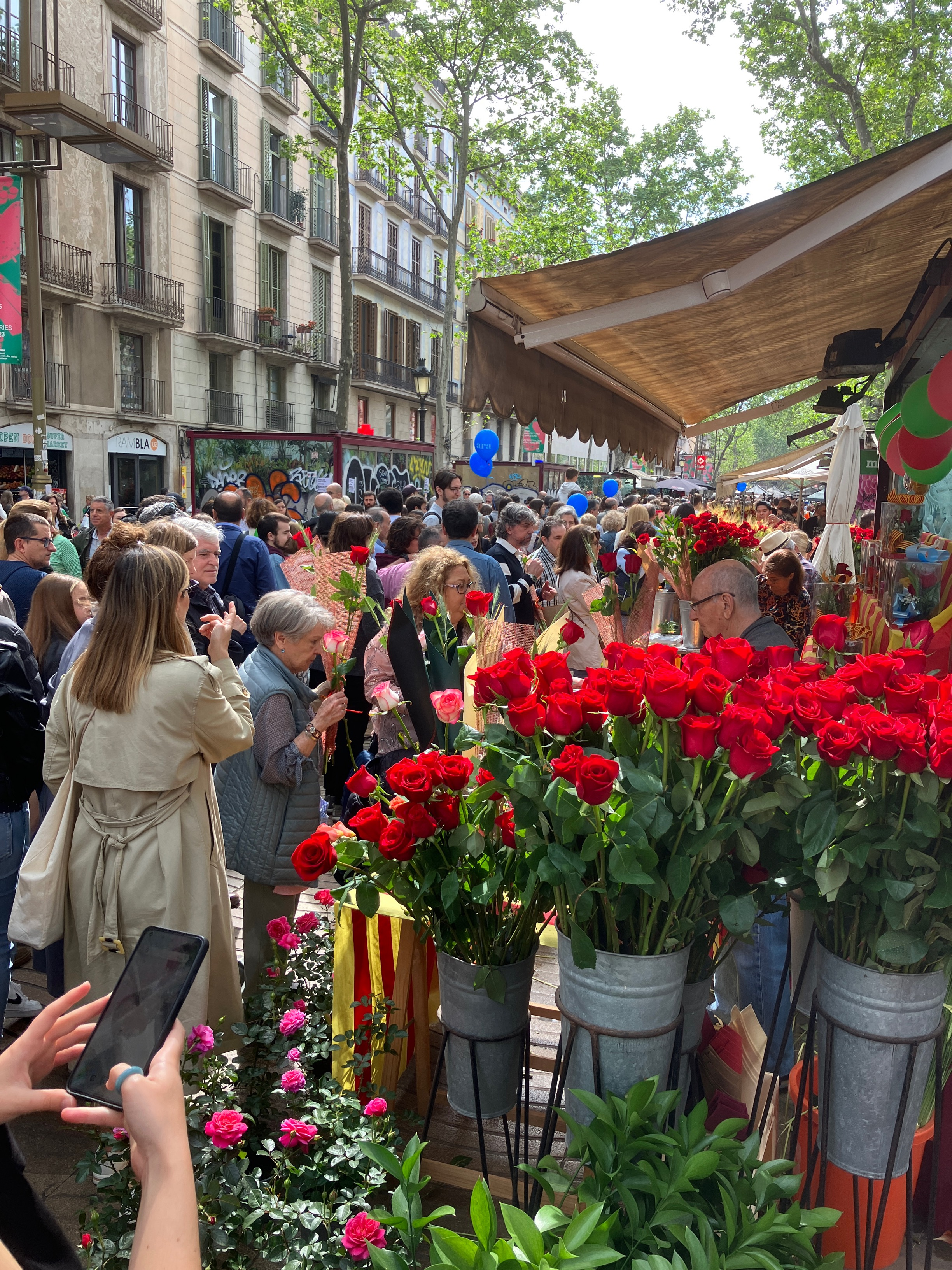
サン・ジョルディの日におけるランブラス通りの様子

カタルーニャでは、伝統的にこの祝日に男女が赤いバラなどを贈りあうという、バレンタインデーと似た風習があった。聖ゲオルギオスが退治したドラゴンの血が赤いバラになったという伝承があり、中世以来聖ゲオルギオスは赤いバラと結び付けられていた。このためサン・ジョルディの日は「バラの日」（El dia de la Rosa）とも呼ばれている。
サン・ジョルディの日は「本の日」（El dia del Llibre）としても知られているが、この日に本を贈るという風習は、20世紀前半に始まった比較的浅い伝統である。4月23日は、小説『ドン・キホーテ』の作者セルバンテスの命日（1616年）であり、さらにシェイクスピアの伝説上の誕生日（1564年）であって命日（1616年）である。こうした4月23日の文豪との縁と、サン・ジョルディの日の贈答の風習と結び付け、1923年にカタルーニャ地方の本屋が本を贈ろうというプロモーションを始め、プレゼント用に本を買うと赤いバラを添えるようになった。バルセロナはカタルーニャ語・スペイン語双方の出版の中心地であったこともあり、この風習は広く受け入れられた。
男性は女性に赤いバラを贈り、女性は男性に本を贈るとされているが、男女ともに本を贈りあうこともある。また、親子や友人の間でも本のプレゼントが行われる。
サン・ジョルディの日のバルセロナ市内には、バラや本のスタンドが立ち並ぶ。また、書店やカフェなどでは、朗読が行われるなどの、文学に関する行事が行われる。

## 日本における「本の日」の展開
日本では、日本書店商業組合連合会と日本・カタルーニャ友好親善協会などが、1986年に4月23日を「サン・ジョルディの日」と定めた。「サン・ジョルディの日」には、主要都市において書店業界や花業界と連携してのイベントが行われる。
2001年12月に公布された子どもの読書活動の推進に関する法律第10条において4月23日は「子ども読書の日」に定められている。

## ユネスコの「世界本の日」
国際連合教育科学文化機関 (UNESCO) は、1995年11月に開催された総会において、4月23日を「世界図書・著作権デー」（世界本の日）に制定している。これは、スペインからの提案に基づいたものである。この記念日は翌1996年から実施された。